# Девета далматинска бригада
Девета далматинска бригада формирана је 12. септембра 1943. у Доњем Сегету, код Трогира од Трогирског одреда и нових бораца из Трогира и околине као Трогирска бригада. Октобра 1943. преименована је у Девету далматинску бригаду. Приликом оснивања њену формацију сачињавао је штаб, четири батаљона и приштапске јединице са укупно је 780 бораца. Са формирањем Двадесете дивизије у октобру 1943. године улази у њен састав у којем остаје до краја рата.
Девета далматинска бригада је током септембра и октобра учествовала у борби против немачке 114. и 264. дивизије на правцу Шибеник - Трогир. У новембру 1943. године се два пута пребацивала на Брач, где је попуњена и реорганизована, али је пребачена на Динару. Крајем децембра учествовала је нападу на немачке, усташке и четничке положаје у Врличкој крајини. Уз знатне губитке потиснута од немачких и усташких снага с леве обале Цетине ка Врдову. У априлу 1944. године је учествовала у борбама на Динари и борбама за Врлику. Крајем јула 1944. је са осталим бригадама Двадесете дивизије ослободила је Врличку крајину: Током офанзиве за ослобођење Далмације крајем октобра ослободила је Хрваце и Сињ и учествовала у уништењу усташко-домобранске групације „Цетина“. Учествовала је у Книнској операцији.
Крајем децембра 1944. имала је 1.620 бораца. А јануара 1945. године улази у састав Четврте армије ЈА.
У завршним операцијама учествује у ослобођењу Госпића. Ослободила је Примишље, Постојину и Сежану. После вишедневних борби 3. маја 1945. године заузела је Опчине (итал. Opicina) код Трста.
Одликована је Орденом заслуга за народ са златном звездом и Орденом братства и јединства са златним венцем.